# Марін Сореску
Марін Сореску (рум. Marin Sorescu; *19 лютого 1936, Булзешті — †8 грудня 1995, Бухарест) — румунський поет, есеїст і драматург у царині театру абсурду. Один із яскравих представників румунської поетичної хвилі ХХ століття. Його порівнюють із Никитою Стенеску та Аною Бландіаною.
Також політик, міністр культури Румунії в уряді Ніколає Векерою (1993-1995). Академік Румунської академії наук. 

## Біографія
Народився в румунському селі Булзешті (Bulzeşti) за 170 км від Бухареста, закінчив Бухарестський університет. У 1978-1990 працював літературним редактором в журналі «Промисловість». Брав участь в дисидентському русі.
Після румунської революції 1989 посідав пост міністра культури Румунії (1993-1995).

## Творчість
Сореску дебютував 1964 у 28 років збіркою пародій «Один серед поетів». За своє життя випустив 23 книги, ставши одним з найвідоміших поетів Румунії.
Перший же збірник віршів «Moartea ceasului, 1967» приніс Сореску популярність. Потім були збірник філософсько-сатиричних віршів «Юність Дон Кіхота» (1968), «Хмари» (1974). Поезія Сореску різнопланова, в основному філософська.
У драматургії Сореску — прихильник традицій Ежена Йонеско.
Його філософські п'єси-драми «Йона», «Стрижень», «Пономарьов королеви», «Спрага солі» — це театр абсурду. Він автор комедій «Холод» і «Двоюрідний брат Шекспіра», повних сарказму і гіркого сміху. Написав кілька історичних п'єс. Випустив книгу есе «Обережно з роялем на сходах».

## Нагороди
Член Румунської Академії. Неодноразово отримував різні вітчизняні та зарубіжні премії, з яких можна виділити премії Румунської академії наук і міжнародні поетичні премії «Napoli ospite», (Італія, 1970) і «Le Muse» (Флоренція, 1978), Премію Гердера.
Вірші перекладалися майже на всі європейські мови, в цілому вийшло понад 60 книг за кордоном.
Іменем Сореску названі Національний румунський театр і Бухарестський ліцей мистецтв.
Творчість Маріна Сореску є значущим внеском в історію не тільки румунської, а й європейської літератури.

## Приватне життя
Хворів на цироз печінки та гепатит. Помер від серцевого нападу. 